# Bosnie-Herzégovine aux Jeux olympiques de la jeunesse d'hiver de 2012
La Bosnie-Herzégovine a participé aux Jeux olympiques de la jeunesse d'hiver de 2012 à Innsbruck en Autriche du 13 au 22 janvier 2012. L'équipe de Bosnie-Herzégovine était composée de 4 athlètes dans 3 sports.

## Résultats

### Ski alpin
La Bosnie-Herzégovine a qualifié un homme et une femme.
Homme
| Athlète       | Épreuve      | Finale          | Finale          | Finale          | Finale          |
| Athlète       | Épreuve      | Manche 1        | Manche 2        | Total           | Rang            |
| ------------- | ------------ | --------------- | --------------- | --------------- | --------------- |
| Marko Sljivic | Slalom       | 47 s 38         | N'a pas terminé | N'a pas terminé | N'a pas terminé |
| Marko Sljivic | Slalom géant | N'a pas terminé | N'a pas terminé | N'a pas terminé | N'a pas terminé |

Femme
| Athlète      | Épreuve      | Finale        | Finale        | Finale        | Finale |
| Athlète      | Épreuve      | Manche 1      | Manche 2      | Total         | Rang   |
| ------------ | ------------ | ------------- | ------------- | ------------- | ------ |
| Nada Zvizdic | Slalom       | 51 s 33       | 44 s 09       | 1 min 35 s 42 | 20     |
| Nada Zvizdic | Slalom géant | 1 min 06 s 88 | 1 min 07 s 66 | 2 min 14 s 54 | 31     |

### Ski de fond
La Bosnie-Herzégovine a qualifié un homme.
Homme
| Athlète       | Épreuve      | Finale        | Finale |
| Athlète       | Épreuve      | Temps         | Rang   |
| ------------- | ------------ | ------------- | ------ |
| Goran Kosarac | 10 km hommes | 35 min 49 s 1 | 39     |

Sprint
| Athlète       | Épreuve       | Qualification | Qualification | Quart de finale | Quart de finale | Demi-finale  | Demi-finale  | Finale       | Finale       |
| Athlète       | Épreuve       | Total         | Rang          | Total           | Rang            | Total        | Rang         | Total        | Rang         |
| ------------- | ------------- | ------------- | ------------- | --------------- | --------------- | ------------ | ------------ | ------------ | ------------ |
| Goran Kosarac | Sprint hommes | 1 min 56 s 05 | 38            | Non qualifié    | Non qualifié    | Non qualifié | Non qualifié | Non qualifié | Non qualifié |

### Luge
La Bosnie-Herzégovine a qualifié un homme.
Homme
| Athlète     | Épreuve       | Finale   | Finale   | Finale         | Finale |
| Athlète     | Épreuve       | Manche 1 | Manche 2 | Total          | Rang   |
| ----------- | ------------- | -------- | -------- | -------------- | ------ |
| Kerim Catal | Simple hommes | 41 s 354 | 41 s 279 | 1 min 22 s 633 | 24     |